# Adansi sud
Le District d'Adansi sud est le plus méridional des districts de la Région d'Ashanti,
Le 18 mars 2018, Akrofuom District (en) est formé à partir de son territoire pour formé le 43e district de la région.